# Couvent et chapelle des Sœurs Noires de Louvain
Le couvent et la chapelle des Sœurs Noires est un édifice de style baroque situé à Louvain, en Belgique, dans la province du Brabant flamand.
Fondé en 1438, le couvent de religieuses hospitalières (dites Sœurs noires) est doté de sa chapelle baroque en 1687.
Depuis 1986, les couvent et chapelle sont classés au patrimoine immobilier de la Région flamande.

## Localisation
Le couvent des Sœurs Noires se situe au nord du Grand béguinage de Louvain.
Son aile méridionale est bordé par la Zwartzustersstraat (rue des Sœurs Noires), son aile orientale par la Schapenstraat (rue des Moutons) et son aile occidentale par un des deux bras de la Dyle.
La chapelle se dresse à l'angle sud-est du couvent, à l'intersection de la Zwartzustersstraat et de la Schapenstraat, face à la rue appelée Karmelietenberg (Mont des Carmélites).

## Historique

### Fondation du couvent

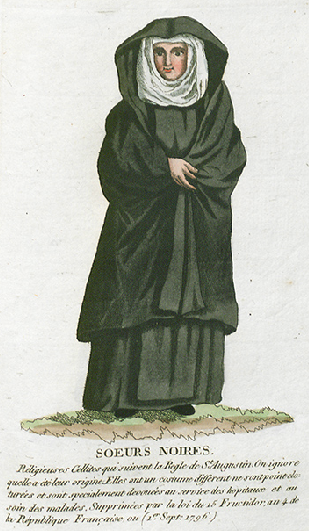
Costume des Sœurs Noires.

On admet généralement que le couvent des Sœurs Noires est fondé en 1438 par une fille du pays de Liège, Élisabeth Ymbrecht, juive nouvellement convertie au catholicisme, qui loue à cet endroit une petite maison de paille (cleyn stroyen huysken) qu'elle rachète ensuite avec quelques terrains contigüs,,.
En 1462, l'évêque de Liège accorde à la communauté de religieuses en forte croissance l'autorisation de suivre la règle de saint Augustin et d'ériger une chapelle, qui est construite en 1478,.
Les Sœurs Noires, appelées également Sœurs de Nazareth, s'occupent principalement de soins aux malades.

### Construction
Les bâtiments actuels ont été édifiés en plusieurs phases, :
- 1681 : construction de l'aile sud du couvent en style traditionnel ;
- 1687-1693 : construction de la chapelle en style baroque ;
- 1757-1763 : construction des trois dernières travées de l'aile sud (le long de la Zwartzustersstraat) et de la première partie de l'aile occidentale (le long de la Dyle).

L'aile orientale, disposée le long de la Schapenstraat (rue des Moutons), est plus tardive.

### Révolution française
Contrairement à la majorité des établissements religieux de la ville, le couvent des Sœurs Noires n'est pas totalement supprimé à la Révolution française mais est attribué aux Hospices civils de Louvain.

### Classement
L'ensemble constitué par le couvent et sa chapelle fait l'objet d'un classement comme monument historique et comme site depuis le 13 octobre 1986 et figure à l'inventaire du patrimoine immobilier de la Région flamande sous la référence 206830.

## Description

### La chapelle

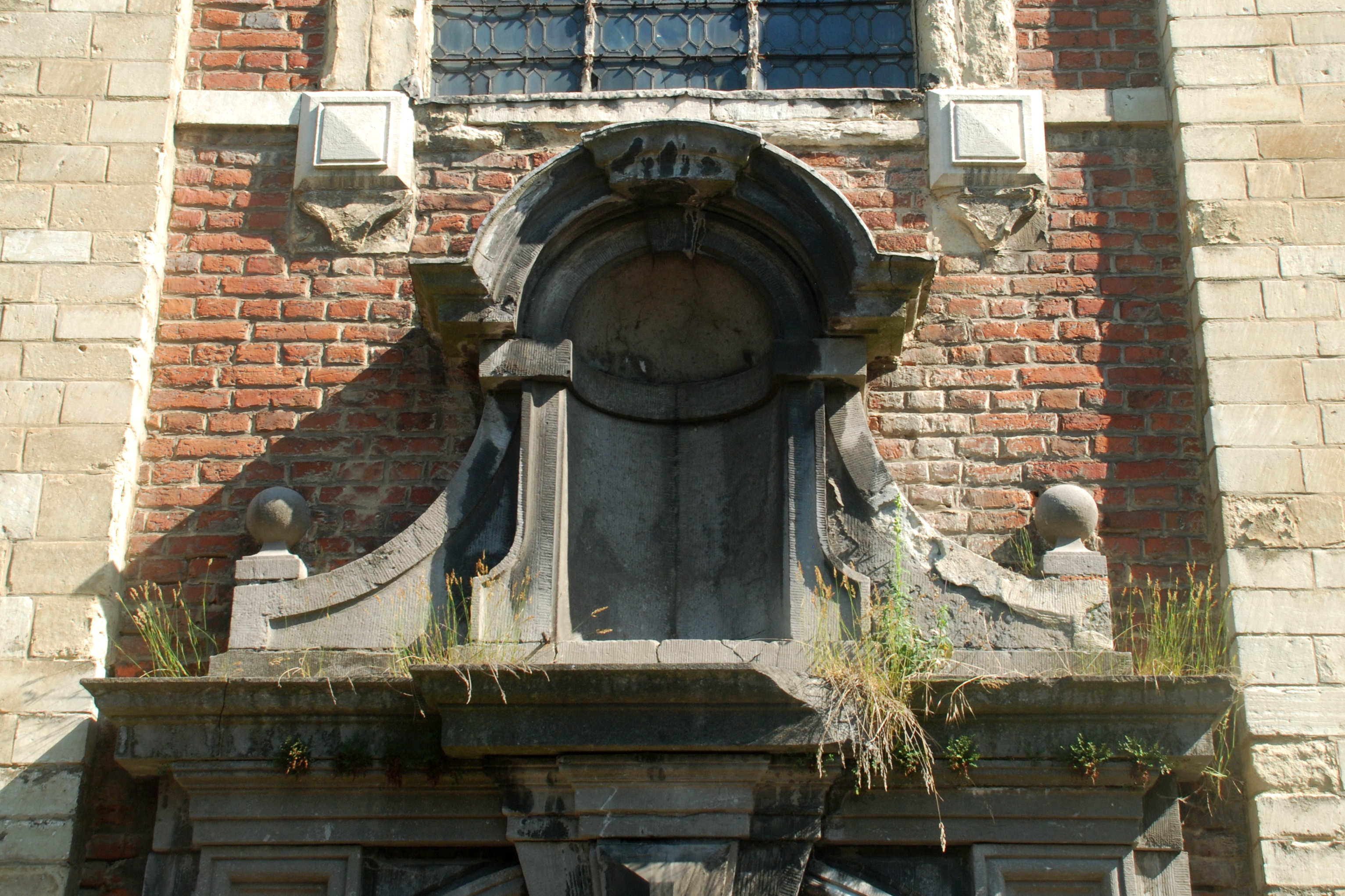
La niche du portail.

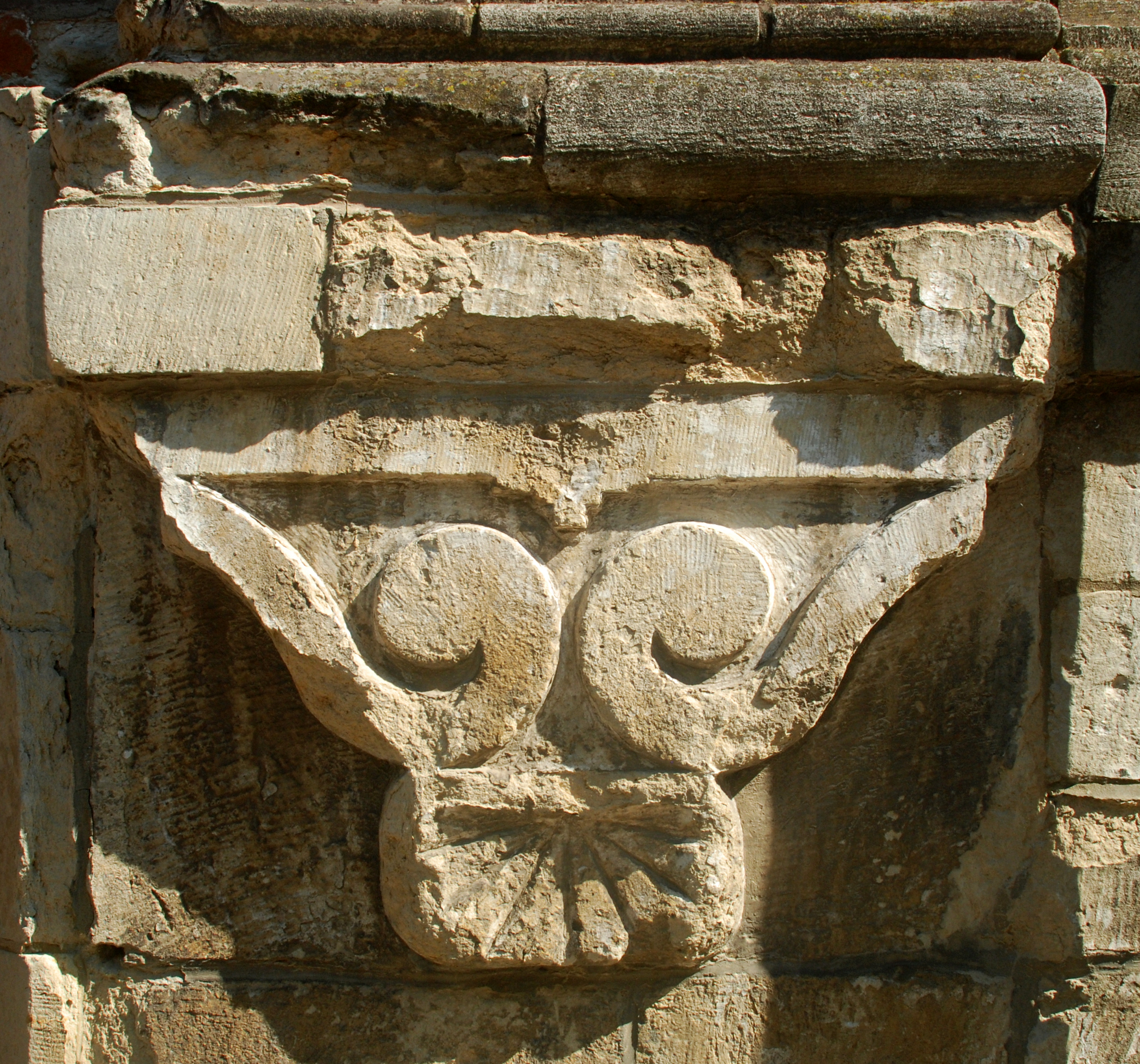
Culot sculpté supportant un pilastre.

La chapelle présente une façade baroque édifiée en briques rouges et rehaussée d'éléments en pierre de taille (grès). La pierre de taille est utilisée ici pour cloisonner la façade en de multiples compartiments du plus bel effet.
Le registre inférieur de la façade est composé de trois travées de briques délimitées par de hauts pilastres prenant appui sur des culots sculptés de volutes et incrustés dans le soubassement en pierre blanche.
La travée centrale est percée d'un portail cintré à l'imposant encadrement de pierre bleue dont les impostes et la clé d'arc prennent une forme de pointe-de-diamant. Le portail est surmonté d'une niche en pierre bleue flanquée d'ailerons à boule de pierre et sommée d'un puissant larmier en forte saillie. Le portail est surmonté d'une grande baie à arc surbaissé, marquée aux quatre coins d'une pierre taillée en pointe-de-diamant et dont les harpes sont prolongées par des bandeaux de pierre qui rythment la façade.
Le registre inférieur de la façade se termine par un puissant entablement duquel s'élance le pignon à volutes, segmenté lui aussi par des pilastres et des bandeaux de pierre blanche et frappé en son centre d'une baie aveugle et, plus haut, au-dessus d'un entablement intermédiaire, d'un cercle d'où rayonnent les bras de la croix.
En retrait par rapport au pignon, l'édifice est surmontée par la fine silhouette d'un clocher à bulbe hexagonal terminé par une flèche couverte d'ardoises.
|  |  |  |

### Le couvent

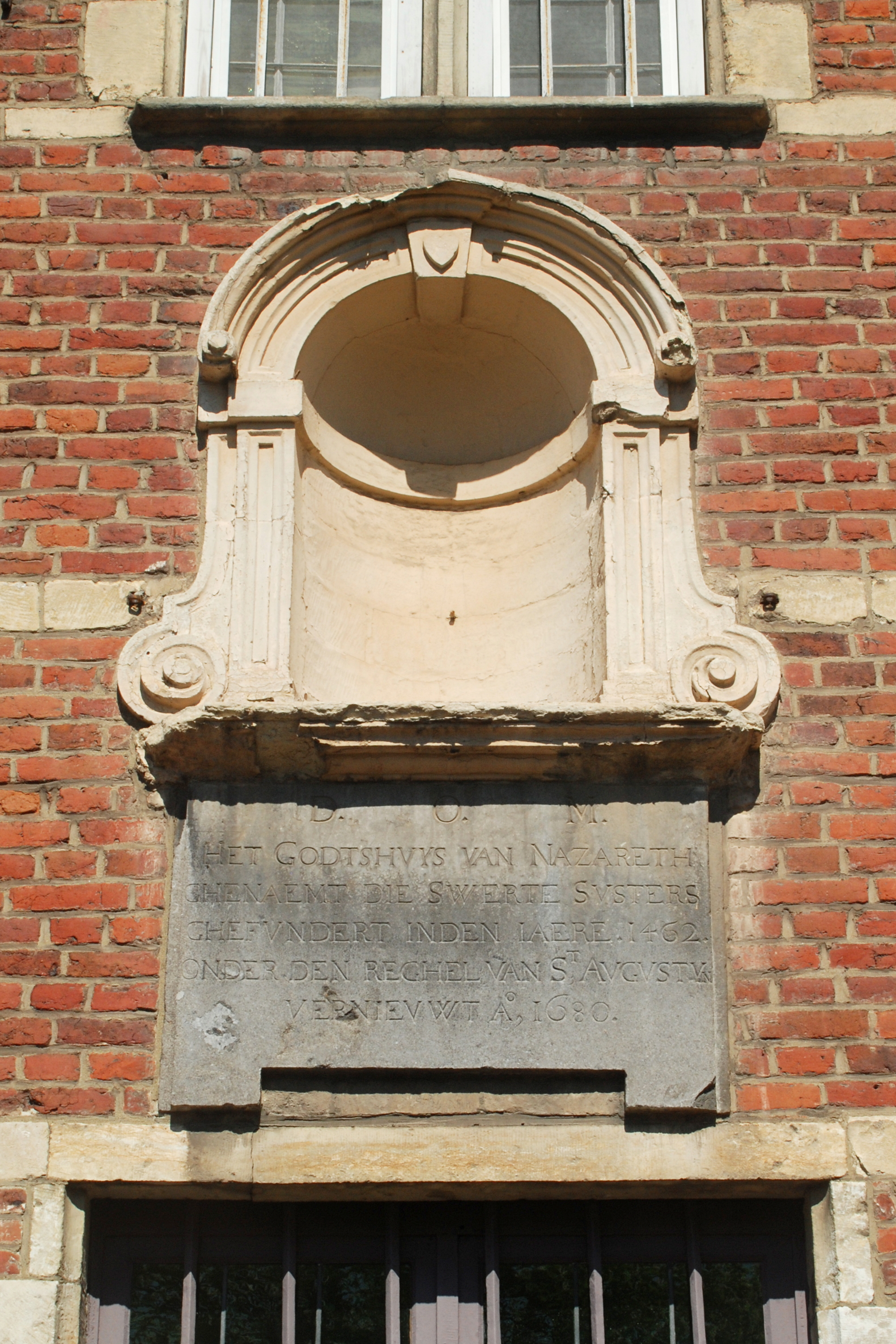
La dalle et la niche au-dessus de la porte.

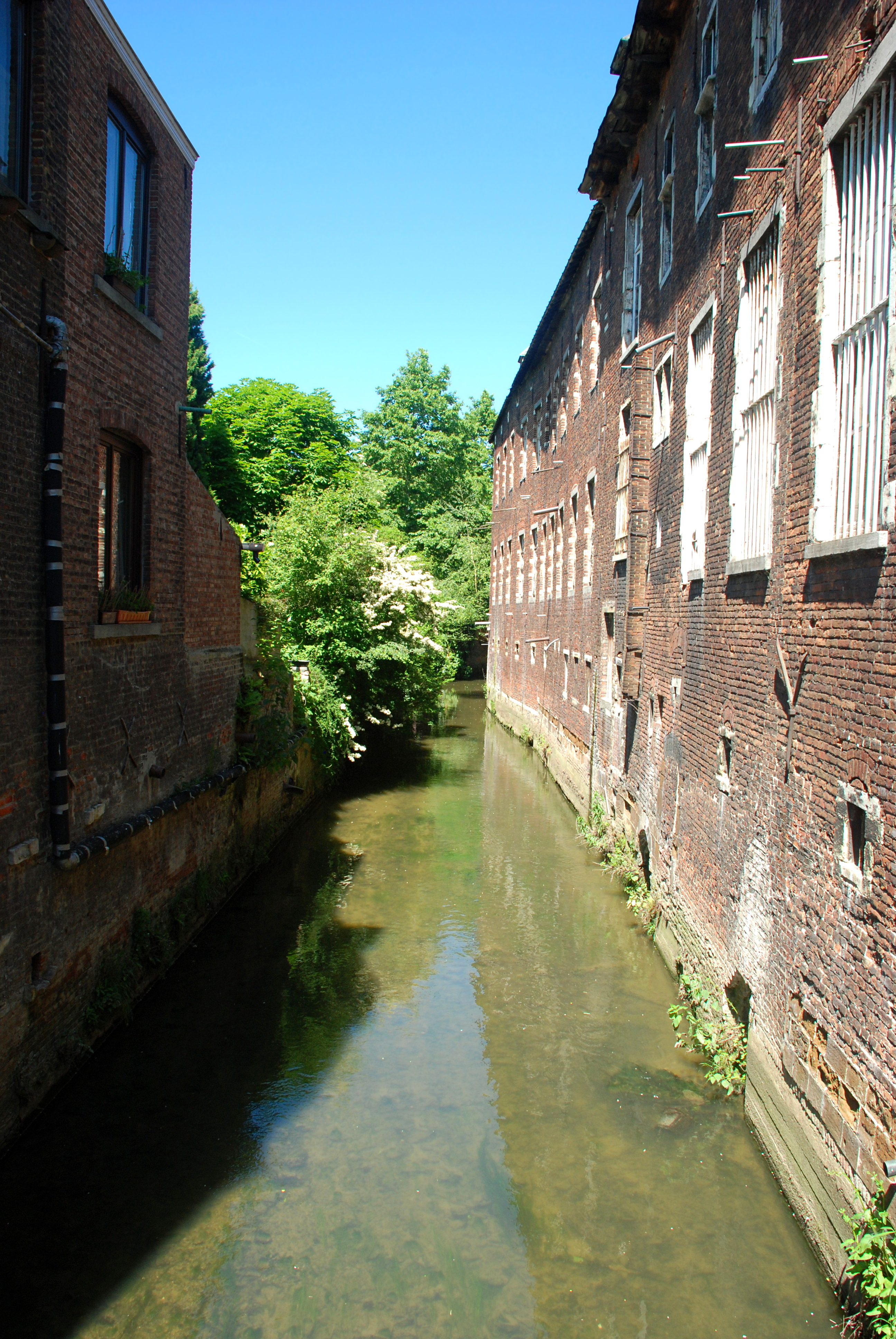
L'aile occidentale le long de la Dyle.

#### L'aile méridionale
L'aile méridionale du couvent, disposée le long de la Zwartzustersstraat (rue des Sœurs Noires), est construite en briques et pierre blanche. De style traditionnel, elle comporte quatorze travées construites en 1681, avant la chapelle, et trois travées construites durant la période 1757-1763. Les travées de 1681 sont parcourues sur toute leur longueur par cinq bandeaux de pierre blanche, deux au rez-de-chaussée et trois à l'étage, qui relient les fenêtres entre elles et rythment la façade.
Au rez-de-chaussée, les petites fenêtres rectangulaires sont groupées par deux, séparées par un meneau de pierre, dotées de piédroits à simple harpe et surmontées de petits arcs de décharge en briques, tandis qu'à l'étage les hautes fenêtres rectangulaires possèdent une traverse de pierre en forte saillie.
La travée d'entrée est percée d'une porte aux piédroits harpés et à fenêtre d'imposte rectangulaire protégée par des barreaux en fer forgé.
Au-dessus de la porte, une dalle en pierre bleue mentionne le texte suivant :

« D.O.M.
  
HET GODTSHUYS VAN NAZARETH

GHENAEMT DIE SWERTE SUSTERS

GHEFUNDERT INDEN IAERE 1462

ONDER DEN REGHEL VAN ST AUGUSTINUS

VERNIEUWT A° 1680. »

Ceci peut se traduire par « Le couvent de Nazareth, appelé les Sœurs Noires, fondé en l'an 1462 sous la règle de saint Augustin, rénové en l'an 1680 ».
La porte et la dalle sont surmontées d'une niche baroque en pierre blanche, flanquée de volutes et sommée d'une clé d'arc et d'un larmier en forte saillie.
Sous la corniche, la façade est percée de nombreux trous de boulin (trous destinés à ancrer les échafaudages) à encadrement de pierre blanche.

#### L'aile occidentale
La première partie de l'aile occidentale, disposée le long de la Dyle, a été construite en 1757-1763 en même temps que les trois dernières travées de l'aile sud.
Ces façades sont beaucoup moins séduisantes que celle de l'aile sud à cause de l'absence de bandeaux de pierre blanche, à la taille beaucoup plus grande des fenêtres du rez-de-chaussée et à la présence de grilles blanches devant ces fenêtres.